# Gogaran
Gogaran – wieś w Armenii, w prowincji Lorri. W 2011 roku liczyła 1065 mieszkańców.